# The Power/카나시키 헤븐 (Single Version)
《The Power／카나시키헤븐 (Single Version)》(The Power/悲しきヘブン (Single Version) The Power/슬픈 헤븐 (Single Version)[*])은 2014년 7월 16일에 UP-FRONT WORKS(zetima 레이블)에서 발매된 ℃-ute의 메이저 25번째 싱글이다.

## 개요
- 초회생산한정반A・B・C・D, 통상반A・B의 6형태로 발매. 모든 초회생산한정반은 CD+DVD로, 모든 통상반은 CD로만 되어 있다. 모든 초회생산한정반에 이벤트 추첨 시리얼 넘버 카드가 봉입되어있다. 초회사양의 통상반A・B에서는 트레이딩 카드 사이즈 생사진(랜덤, 통상반A: 〈The Power〉 의상의 솔로 5종+단체 1종, 통상반B:〈슬픈 헤븐 (Single Version)〉 의상의 솔로 5종+단체 1종)가 봉입되어있다.
- 〈슬픈 헤븐〉은 2012년 싱글〈만나고 싶어 만나고 싶어 만나고 싶은데〉의 통상반 및 초회생산한정반A의 커플링곡으로서 수록된 스즈키 아이리・오카이 치사토의 듀오곡이었지만, 팬 인기가 높아졌던 것등에서 다른 멤버도 서브 보컬로서 참가한 형태로 ℃-ute 명의에 의해서 싱글 버전으로 재수록되었다.

## 수록곡

### 초회생산한정반A・C, 통상반A
1. The Power
(작사・작곡: 츤쿠, 편곡: KOH)
2. 悲しきヘブン (Single Version)
(작사・작곡: 츤쿠, 편곡: 이타가키 유스케)
3. The Power [Instrumental]
4. 悲しきヘブン (Single Version) [Instrumental]

초회생산한정반A 부록DVD
1. The Power (Music Video)

초회생산한정반C 부록DVD
1. The Power (Dance Shot Ver.)
2. The Power (자켓・MV촬영 메이킹영상)

### 초회생산한정반B・D, 통상반B
1. 悲しきヘブン (Single Version)
2. The Power
3. 悲しきヘブン (Single Version) [Instrumental]
4. The Power [Instrumental]

초회생산한정반B 부록DVD
1. 悲しきヘブン (Single Version) (Music Video）

초회생산한정반D 부록DVD
1. 悲しきヘブン (Single Version) (Dance Shot Ver.)
2. 悲しきヘブン (Single Version) (자켓・MV촬영 메이킹영상)